# Tahtaköprü, Antakya
Tahtaköprü là một xã thuộc thành phố Antakya, tỉnh Hatay, Thổ Nhĩ Kỳ. Dân số thời điểm năm 2011 là 829 người.